# Сёно, Дзюндзо
Дзюндзо Сёно (яп. 庄野 潤三 Сё:но Дзюндзо, 1921—2009) — японский писатель

, представитель литературной группы «третьих новых». Продолжал активно печататься до глубокой старости. Для творчества Сёно характерны фрагментарность, лаконичность, психологизм и безыскусное, но поэтичное отображение повседневности, ритм которой становится для него основой человеческой жизни. Основные сочинения: повести «Натюрморт» (静物, 1960, премия «Синтёся»), «Облако на закате» (夕べの雲, 1965, премия «Ёмиури»), «Складные картинки» (絵合せ, 1971, премия Номы). На русский язык переведён рассказ «На крыше» (屋根, 1971).

## Биография
Родился в Осаке в семье известного педагога. В семье было семеро детей. В 1939 году поступил в специализировавшуюся на изучении английского школу при Осакском университете иностранных языков. В году учёбы там познакомился с эссе Чарльза Лэма, чтение которых пробудило интерес к литературе. Некоторые из хрестоматийных эссе Лэма перевёл на японский и опубликовал в университетском журнале «Иностранная литература». В начале 1940-х годов пережил сильное увлечение произведениями Масудзи Ибусэ и Хяккэна Утиды, пробовал писать хайку, переводил рассказы Кэтрин Мэнсфилд. В 1941 году, познакомившись после чтения одной из антологий гэндайси с поэзией Сидзуо Ито, выходца из Нагасаки, неоднократно совершал к нему своего рода паломничества в последующие годы и даже путешествовал вместе с ним по Японии. Под влиянием Ито стал пробовать сочинять стихи в свободной форме.
В 1943 году написал своё первое прозаическое произведение «Снег и светлячок»　(雪・ほたる), которое вместе с предисловием к нему Сидзуо Ито было опубликовано додзинси «Махороба» (まほろば). В 1944 году был призван в армию и вынужденно досрочно окончил отделение истории Азии Университета Кюсю (во время учёбы познакомился с учившимся на курсе старше Тосио Симао). Во время войны служил в звании младшего лейтенанта в морском флоте на полуострове Идзу. После демобилизации с осени 1945 года работал учителем истории в осакской средней школе. Публиковал стихи, первые прозаические опыты, участвовал в различных додзинси, один из которых создал вместе с Симао и Мисимой. В 1946 году женился, в 1947 — родилась дочь. В эти годы переводил англоязычную литературу, много читал Чехова, участвовал в деятельности театра юного зрителя, для которого осуществил инсценировку одного из переведённых им рассказов Сарояна. В 1949 году написал рассказ «Женская ласка» (愛撫), которое стало первым его сочинением напечатанным в крупном литературном журнале. Публикации его в журнале «Новая литература» активно способствовал Симао. После рассказ подробно анализировался в журнале «Гундзо». В последующие годы последовало написание ряда рассказов, которые теперь относятся к лучшим работам раннего периода творчества Сёно: «Танец» (舞踏, 1950), «Любовное письмо» (愛文, 1951, номинация на премию Акутагавы) и др.
В 1951 году начал работать журналистом в телерадиокомпании «Асахи», переехал в Токио. В Токио Сёно, снова при посредничестве Симао, быстро вошёл в круг писателей группы «третьи новые». В 1953 году вышла его первая книга — рассказ «Женская ласка». За повесть «Пейзаж у бассейна» (プールサイド小景, в 1960 году переведена на английский) в 1954 году был награждён премией Акутагавы. Повесть — рассказ о буднях средней японской семьи, переживающей переломный момент: мужа увольняют за растрату, меняется его статус в семье, изменяется ритм жизни, переосмысливаются отношения, муж и жена узнают новые грани друг друга; продолжение повседневных действий, тонкой метафорой которых выступает бассейн и вычищающий из него мусор тренер, выдвигается автором в качестве способа преодоление тупика, основы устойчивости жизни как нечто, чего в военные годы были лишены предоставленные случаю Сёно и другие авторы группы «третьи новые».
С 1955 года начал заниматься только литературным трудом. В 1957—1958 годах около года провёл в США по гранту фонда Рокфеллера. По мотивам пребывания в Америке написаны путевые записки и серия рассказов. В августе 1960 года была закончена работа над повестью «Натюрморт» (静物), одним из наиболее ярких сочинений раннего периода творчества Сёно, отличающимся автобиографичностью, фрагментарностью структуры, диалогичностью, непосредственностью и поэтизацией образов повседневности, выраженными в «Натюрморте» через серию ёмких эпизодов-диалогов, большей частью между отцом и его детьми.

## Издания на русском языке
- На крыше // Современная японская новелла 1945-1978 / Пер. Е. Дьяконовой. — М.: Художественная литература, 1980. — С. 517—520.